# Die Nächte von St. Germain
Die Nächte von St. Germain (Originaltitel: La nuit de Saint-Germain-des-Prés oder auch Le sapin pousse dans les caves) ist ein Kriminalroman des französischen Schriftstellers Léo Malet um dessen fiktive Ermittlerfigur Nestor Burma, der 1955 veröffentlicht wurde und 1986 erstmals in deutscher Übersetzung durch Hans-Joachim Hartstein erschienen ist.

## Handlung

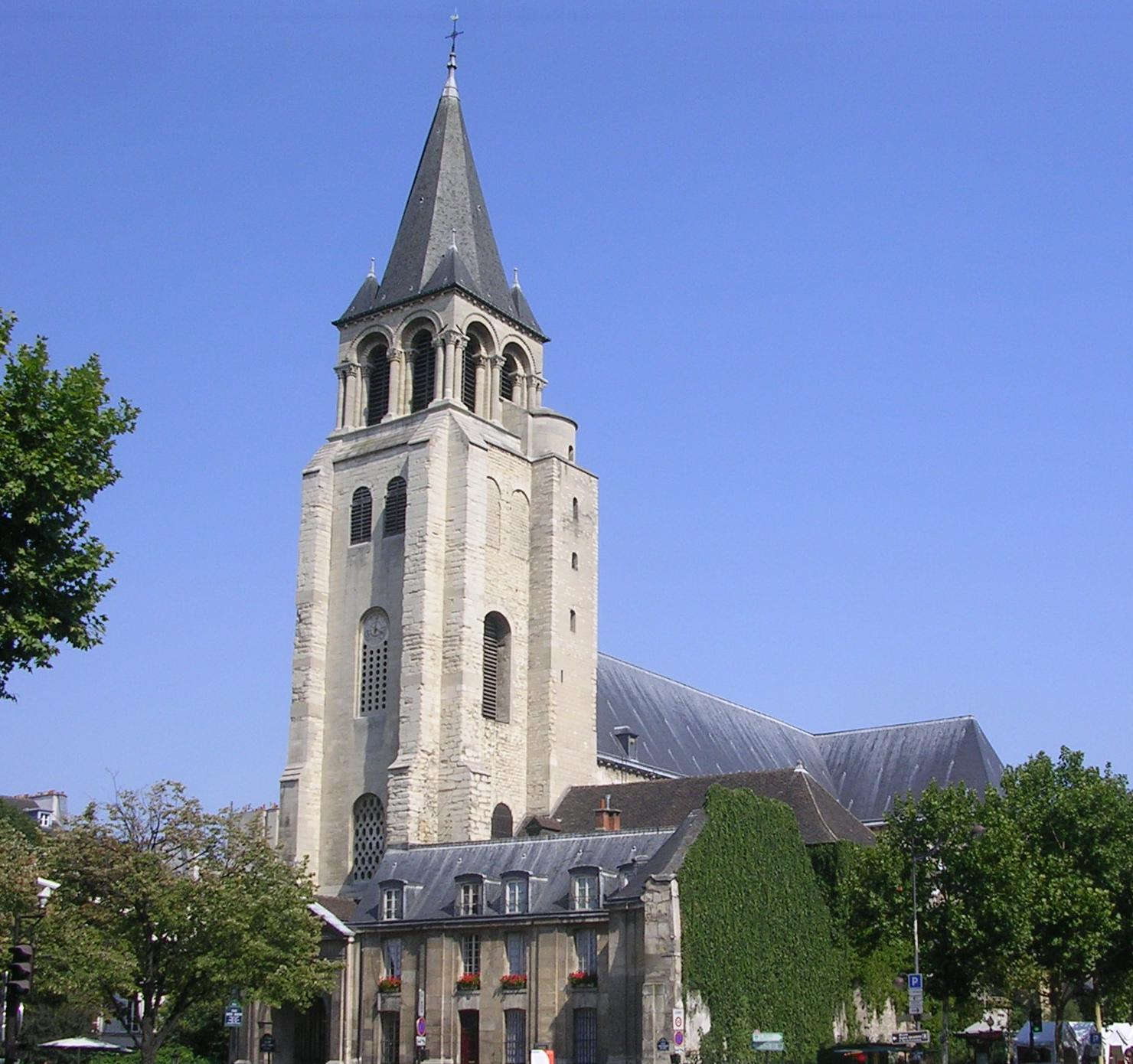
Saint-Germain-des-Prés

Die Geschichte spielt Mitte der 1950er Jahre im 6. Arrondissement in Paris zwischen der Seine am Rive Gauche und den Boulevards Montparnasse und St. Michel. Privatdetektiv Nestor Burma soll hier im Auftrag einer Versicherungsagentur Juwelendiebe aufspüren. Diese haben einer alten Dame Schmuck im Wert von 130 Millionen alter Francs gestohlen. Folglich möchte die Versicherung weniger die Entschädigungssumme auszahlen, als den Privatdetektiv mit einem Hundertstel der Summe „abzuspeisen“.
Somit taucht Nestor Burma bei der Suche nach den Hehlern in das damals wie heute St. Germain genannte Viertel ein, das jedoch Mitte der 1950er Jahre das quicklebendige europäische Zentrum des Jazz (Claude Abadie, Boris Vian, Hubert Fol, Claude Luter), der Existentialisten, Surrealisten, Literaten und der Bohemians sowie Bonvivants war, die sich in den Nachtclubs wie dem Tabou und dem Saint Germain des Prés zwischen dem Cafés Deux Magots und im Flore auslebten. So hastet Burma abseits der üblichen Ziele der Touristen durch die düsteren Nebenstraßen. Bald dämmert es dem Detektiv, dass etwas „faul“ an der gesamten Geschichte ist. Als MacGee, ein farbiger Musiker, erschossen aufgefunden wird, und wenig später auch ein Hotelportier zu Tode kommt, wird dies zur Gewissheit. Ausgerechnet ein Polizist verwirrt das Durcheinander um den verschwundenen Schmuck noch mehr und spielt dabei eine zwielichtige Rolle.  Der egozentrische und überhebliche Möchtegernschriftsteller Germain St. Germain scheint alles nur noch komplizierter zu machen. Am Ende findet sich Burma, der seinen Revolver in dieser Geschichte ausnahmsweise häufiger in der Hand hat als seine geliebte Pfeife, zum westernähnlichen Duell mit Germain St. Germain und einer dritten Person in dessen Wohnzimmer.

## Ausgaben
- Léo Malet: Die Nächte von St. Germain. Elster Verlag, Bühl-Moos 1986, ISBN  3-89151-035-7, 191 S.
- Léo Malet: Die Nächte von St. Germain. Rowohlt 2002, ISBN 978-3499127700

## Hintergrund

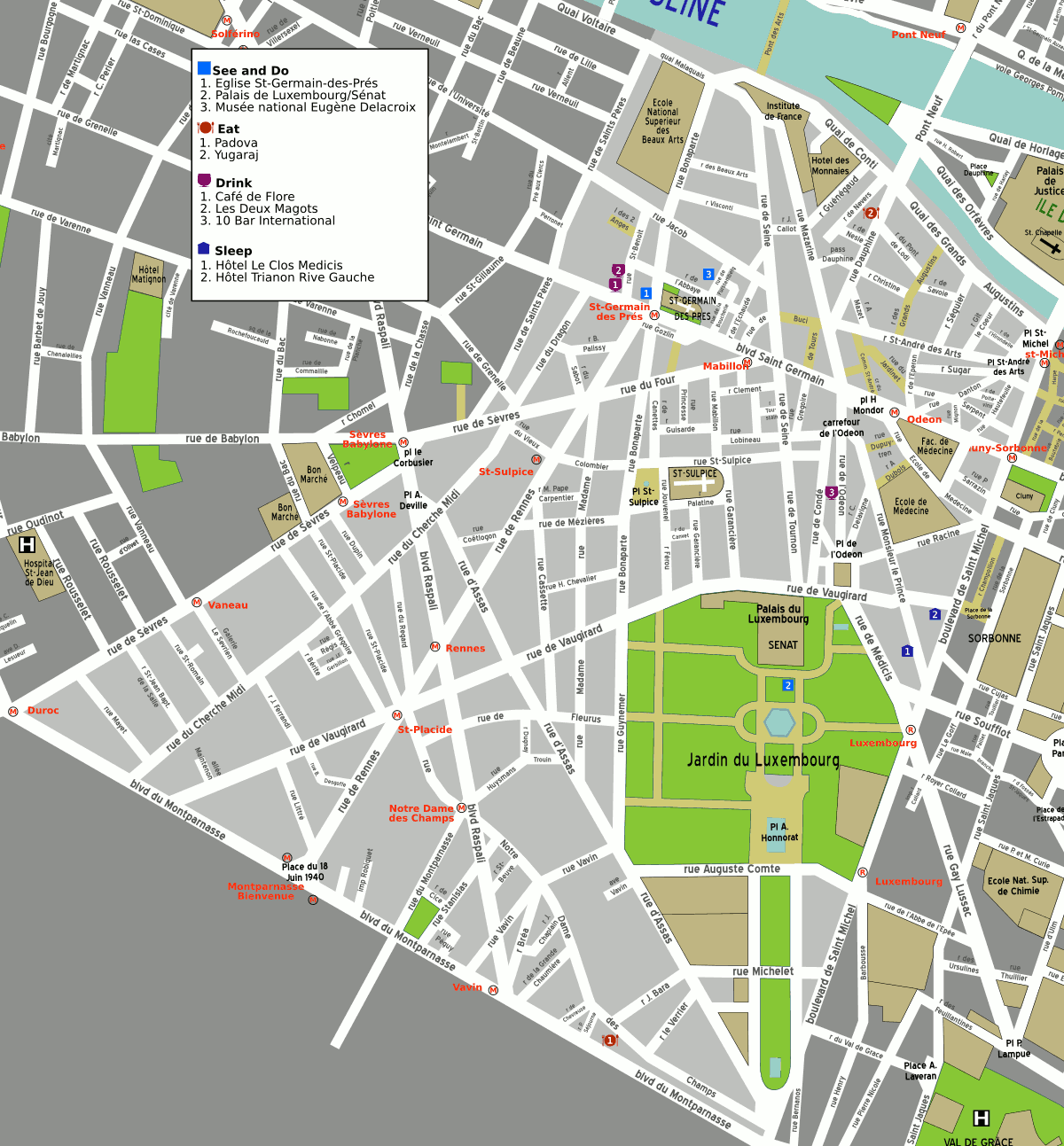
Karte des 6. Arrondissements

Das Zentrum des Viertels ist der Boulevard Saint-Germain, der wie das gesamte Viertel nach der alten Abtei Saint-Germain-des-Prés benannt wurde.
Peter Stephan ergänzte die deutschsprachige Edition des Elster Verlags um  einen literarischen  „Nachgang“ inklusive einer Straßenkarte, in dem der Wandel des 6. Arrondissement und seiner Schauplätze 30 Jahre danach beleuchtet wurde. In der späteren Taschenbuchedition des Rowohlt Verlags war diese ebenfalls zu finden, fehlte aber aus urheberrechtlichen Gründen in der Gesamtedition des Zweitausendeins-Verlags.

## Rezeption

### Hörspiel
Der Südwestfunk produzierte ein gleichnamiges Kriminalhörspiel 1994, das Der Audio Verlag 2002 als CD-Veröffentlichung herausgab und von der Kritik überaus positiv angenommen wurde: Léo Malet: Die Nächte von St. Germain. Der Audio Verlag 2002; 2 CDs, 102 Minuten Gesamtspielzeit; ISBN 3-89813-208-0. Die Hauptrolle sprach Christian Brückner, Felix von Manteuffel den Germain St. Germain. Abgerundet wurde das Ganze mit Musik von Sidney Bechet, Duke Ellington, Dizzy Gillespie und Anne Sylvestre.

### Film
Bereits 1977 verfilmte man den Stoff unter dem Originaltitel La nuit de Saint-Germain-des-Prés unter der Regie von Bob Swaim. Der bekannte Komödien- und Charakterdarsteller Michel Galabru spielt hier den Nestor Burma, Mort Shuman den St. Germain und der junge  Daniel Auteuil war hier im dritten Jahr seiner Schauspielkarriere als  Rémy zu sehen.
In der französischen TV-Reihe Nestor Burma mit Guy Marchand in der Titelrolle wurde überraschenderweise die vorliegende Geschichte nicht berücksichtigt, obwohl sie dem Jazzliebhaber Marchand erneut die Gelegenheit zum Spielen des Saxophons gegeben hätte.